# Vesterhavsost
Vesterhavsost er en dansk ost, der fremstilles af det danske mejeri Thise Mejeri. Det er en fast ost inspireret af den hollandske ost gouda, og er fremstillet af komælk, der lagres mindst 26 uger. Osten lagres i Bovbjerg ved Lemvig ved Vesterhavet. Osten har en tør, kraftig smag med saltnister. Vesterhavsost er paraffineret på ydersiden. 
Vesterhavsost blev udviklet af Thise Mejeri i 2008, da mejeriet lejede sig ind i Arlas ostelager, hvor Arla havde lagret osten Søvind, der havde inspireret Thise Mejeri til fremstilling af Vesterhavsosten. Et særligt ventilationssystem fører havluften ind i ostelageret.  
Thise Mejeri opnåede varemærkeregistrering af navnet "Vesterhavsost" i 2011.

## Priser
Vesterhavsost har vundet en række priser, herunder
- Mejeribrugets Gourmetpris 2008
- "Læsernes pris", Politiken 2009
- Bronze i kategorien hårdost "Nordens Bästa Ost" 2011
- Guld i kategorien specialost ved Danish International Food Contest 2012